# パシフィック航空773便墜落事故
パシフィック航空773便墜落事故（パシフィックこうくう773びんついらくじこ）は、1964年5月7日に発生した航空事故である。ストックトン・メトロポリタン空港からサンフランシスコ国際空港へ向かっていたパシフィック航空773便（フォッカー F27）がダンビル近郊に墜落し、乗員乗客44人全員が死亡した。原因は乗客の男がパイロットを銃撃したことであった。

## 飛行の詳細

### 事故機
事故機のフォッカー F27（N2770R）は製造番号36として1959年に製造され、総飛行時間は10,250時間であった。

### 乗員
- 機長：52歳 男性
- 副操縦士：31歳 男性[3]

## 事故の経緯
サンフランシスコに住む犯人の男は、事故前の数か月間に夫婦関係の問題や経済的な問題を抱えていた。男は多額の借金を抱え収入の半分近くをローンの返済に充てており、親族や友人に「5月6日の水曜日か7日の木曜日に死ぬつもりだ。」と話していた。事故の前週、男は毎日のように自分の死が差し迫っていることを口にし、友人の友人を通じてS&W M27を購入した。
事故の前夜、男はリノ行きの便に搭乗する前に空港で多数の友人に銃を見せ、その中には自分が自殺することを話した友人もいた。男は前夜にリノでギャンブルをし、従業員に「明日以降は何も変わらないからいくら負けても構わない。」と話していた。
773便は午前5時54分（PDT）にリノ・タホ国際空港を出発し、ストックトン・メトロポリタン空港を経由してサンフランシスコ国際空港へ向かう予定であった。773便は何事もなくストックトンに到着し、そこで2人が降りて10人が新たに搭乗し乗客は41人となった。後に、降りた乗客はいづれも犯人の男がコックピットの真後ろの席に座っていたと証言している。午前6時38分頃に773便はストックトン・メトロポリタン空港を離陸し、サンフランシスコ国際空港へと向かった。
6時48分15秒、オークランド航空交通管制センター（ARTCC）は773便から早口で不明瞭なメッセージを受信し、間もなく同機の姿がレーダーから消失した。
773便の墜落の数分前、コックピットの真後ろの席に座っていた犯人の男がコックピットに乱入し2人のパイロットを銃撃した。最初の銃弾は機長席のフレームチューブをかすめた。2発目の銃弾が機長に命中し機長は即死した。次に男は副操縦士を撃ち重傷を負わせた。高度5,000フィート（1,500m）を飛行していた773便は、垂直速度毎分640m・時速640km/hで急降下していった。負傷した副操縦士は機体を立て直そうと試み、必死に交信を行った。フライトデータレコーダー（FDR）は773便が高度3,200フィート（980m）まで再び急激に上昇したことを記録している。男は再び副操縦士を銃撃して致命傷を負わせ、その後自分も撃ったため773便は最終的に急降下した。
オークランド航空交通管制センターは773便との交信を試みるも失敗し、773便の近くを飛行していたユナイテッド航空593便に773便を目視できるかどうか尋ねた。593便のパイロットは目視できないと回答したが、その1分後に「3時半から4時半の方向に黒煙が上がっているのが見える。油かガソリンが燃えているようだ。」と報告した。オークランド航空交通管制センターはその煙が773便のものである可能性が高いと悟った。
773便はコントラコスタ郡の南部、現在のサンラモンから約5マイル東の丘陵に墜落した。墜落時に爆発炎上し、事故現場にはクレーターができていた。副操縦士が最後の交信で発していた言葉は「撃たれた！我々は撃たれた！ああ神よ、助けて下さい！」であったことが交信内容の分析によって判明した。
公式の事故調査報告書には、飛行経路沿いや墜落地点付近にいた目撃者が「773便が丘陵に向かって垂直に墜落する前に、同機は不規則なパワープラント音と共に極端で急激な高度変化をしていた。」と述べたと記してある。

## 事故調査
民間航空局（CAB、現在の国家運輸安全委員会の前身）の捜査官は、バラバラになった残骸の中からS&W M27を発見し6本の使用済みカートリッジがあることを突き止めた。連邦捜査局（FBI）がすぐにCABに加わり、この事故の犯罪的側面を追求できるように証拠を探した。捜査官は、犯人の男が事故の前日にサンフランシスコからリノに向かった際にS&W M27を所持していたこと、またサンフランシスコ国際空港で妻を受取人とした10万5,000ドル相当の生命保険に加入していたことを発見した。CABの事故調査報告書は男が飛行中に機長と副操縦士を銃撃したことが有力な原因であるとしており、FBIは自殺願望のあった男が犯人であると断定した。

## 事故後
1964年8月6日に改正された航空法が発効され、全ての定期航空会社及び民間航空機のコックピットのドアを飛行中も施錠することが定められた。しかし、フォッカー F27などの客室のドアと非常用出口が通じている機体に関しては離着陸時は例外であった。この改正は773便の事故以前にCABで可決されていたが発効されていなかった。